# Gian Maria Riminaldi
Gian Maria Riminaldi, talvolta indicato come Giovanni Maria Riminaldi (in latino Ioannes Maria Riminaldus Ferrariensis) (Ferrara, 1434 – Ferrara, 1497), è stato un giurista italiano.

## Biografia
Spostatosi a Bologna, fu allievo di Alessandro Tartagni. Nel 1473 divenne poi professore di diritto civile presso l'Università degli Studi di Ferrara; fu inoltre ambasciatore per conto dei duchi di Ferrara.
Tra i suoi scritti, che furono oggetto di numerose edizioni, vi fu De donationibus e numerosi Consilia; inoltre commentò il Digestum vetus e altre opere, tra cui la seconda parte del Codice e le Istituzioni.